# قوات الصناديد
قوات الصناديد هي ميليشيا تشكلت من قبل قبيلة شمر العربية لقتال تنظيم الدولة الإسلامية. ترتكز القبيلة بمنطقتي تل كوجر وجزعة في كانتون الجزيرة التابع ل مليشيا قسد وكذلك في العراق. يمثل اللون الأحمر في علمها الدم بينما يمثل الأصفر النور ويطلقون على أنفسهم «السائرين على الموت الأحمر».
تتبع قوات الصناديد حاكم مقاطعة الجزيرة المشترك وزعيم القبيلة الشيخ حميدي دهام الهادي، المعروف أيضًا باسم حميدي دهام الجربا. ويقود القوات ابنه بندر الحميدي.

## التاريخ
شاركت الجماعة في اشتباكات ريف محافظة الحسكة في النصف الأول من عام 2015. تم إستهداف مقر الجماعة في تل حميس من قبل انتحاري يوم 2 مايو 2015.
وانضمت إلى التحالف العربي السوري وقوات سوريا الديمقراطية أواخر عام 2015.

## روابط خارجية
موقع قوات الصناديد نسخة محفوظة 24 سبتمبر 2015 على موقع واي باك مشين.